# Gabriela González Riollo
Gabriela González Riollo (Argentina; 15 de marzo de 1985) es una política argentina. Pertenece al partido Avanzar San Luis, fue Senadora de la Nación Argentina entre 2021 y 2023.

## Biografía
González trabajó como asesora de vicepresidencia entre 2015 y 2019. El 9 de diciembre de 2021 asumió como Senadora de la Nación Argentina en reemplazo de Claudio Poggi, quien renunció para ser diputado, cargo que ocupó hasta diciembre de 2023.
El 11 de diciembre de 2023, asumió el cargo de Secretaria de Estado de Vinculación Interjurisdiccional de San Luis.